# Louise Zoé Coste
Pour les articles homonymes, voir Coste.
Louise Zoé Coste, dite aussi Madame Carré ou Zoé Meynier née dans l'ancien 2e arrondissement de Paris le 27 septembre 1805 (5 vendémiaire an 14) et morte à Basse-Goulaine (Loire-Inférieure) le 24 septembre 1890, est une artiste peintre française.

## Biographie
Fille du peintre Jean-Baptiste Coste, Louise Zoé Coste fut l'élève de Jean-Baptiste Regnault et travailla surtout à Nantes à partir de 1840. À Paris, elle exposera à la galerie Lebrun en 1826 et 1827 puis au Salon entre 1831 et 1861 sous les désignations de « Mme Carré », du nom de son premier mari Paul-Louis Carré, puis de « Mme Meynier », après son remariage en 1830 avec Joseph-Étienne Meynier. Elle a également exposé à Orléans en 1836 et à Nantes en 1848 et en 1861.
Elle passera les dernières années de sa vie à Basse-Goulaine auprès de son fils, Paul Meynier, curé de la paroisse.

## Œuvres répertoriées

### Œuvres exposées à Paris à la galerie Lebrun
- Exposition de 1826[7] :  L'Amour dans l'île de Calypso.
- Exposition de 1827[8] : 
  - Ivanhoé et Rébecca, prisonniers au château de Front-de-Bœuf (n° 18), d'après Ivanhoé, roman historique  de Walter Scott ;
  - L'Étoile du matin (n° 19) ;
  - Julie et Saint-Preux (n° 20), d'après La Nouvelle Héloïse, roman épistolaire de Jean-Jacques Rousseau.

### Œuvres exposées au Salon
- 1831[9] :
  - La Fiancée de Lammermoor (n° 1489), d'après le roman tragique et historique de Walter Scott ;
  - La leçon de toilette (n° 1490) ;
  - L'amour mal récompensé (n° 1491), d'après le poème Les Idylles de Salomon Gessner ;
  - La grand-mère (n° 1492), d'après une chanson de Béranger.
- 1833[10] : Sujet tiré de Notre-Dame de Paris (n° 1724), roman historique de Victor Hugo[11].
- 1838[12] :
  - La Pêche aux grenouilles (n° 1294) ;
  - Le Revenant (n° 1295)[13] ;
  - Portrait d'une petite fille (n° 1296) ;
  - Portraits d'enfants (n° 1297).
- 1841[14] :
  - L'Adoration des bergers (n° 1441) ;
  - Notre-Dame-des-Petits-Enfants (n° 1442).
- 1861 : Le Retour du laboureur.

### Œuvres exposées au musée d'Orléans
- Exposition de 1836[15] :
  - Jeanie Deans, d'après Le Cœur du Midlothian, roman historique de Walter Scott ;
  - Amy Robsart, d'après Kenilworth, roman historique de Walter Scott ;
  - Le Revenant (sans doute le même qui sera exposé au Salon de 1838 sous le n° 1295) ;
  - Sujet tiré de Gil Blas, roman picaresque d'Alain-René Lesage ;
  - Portraits.

### Œuvres exposées au musée de Nantes
- Exposition de 1848[16] :
  - Génie inspirant une jeune femme qui peint, pastel (n° 194) ;
  - Jeune femme à la mode Louis XV, pastel (n° 195) ;
  - Marchande de bouquets, pastel (n° 196) ;
  - Une jeune mère, pastel (n° 197).

### Autres œuvres connues
- Pont de Trans, 1834, dessin, Paris, département des arts graphiques de la Bibliothèque nationale de France[17].
- Portrait de femme en robe rouge, 1838[18].
- Mlle de la Vallière dans un des jardins de Versailles, par Coste-Meynier, imprimerie lithographique de Charpentier à Nantes, 1840[19].
- Portrait de Madame Corinne Derrien et ses trois filles, pastel entoilé signé Coste-Meynier et daté 1841[20].
- Keepsake breton, scènes familières dessinées d'après nature et lithographiées à plusieurs teintes, par Z. Coste, Nantes, Charpentier père et fils et Cie éditeur, 1843[21].
- Jeune homme assis au pied d'un arbre, méditant, tableau signé Coste-Meynier et daté 1881[réf. nécessaire].